# 烏勒爾

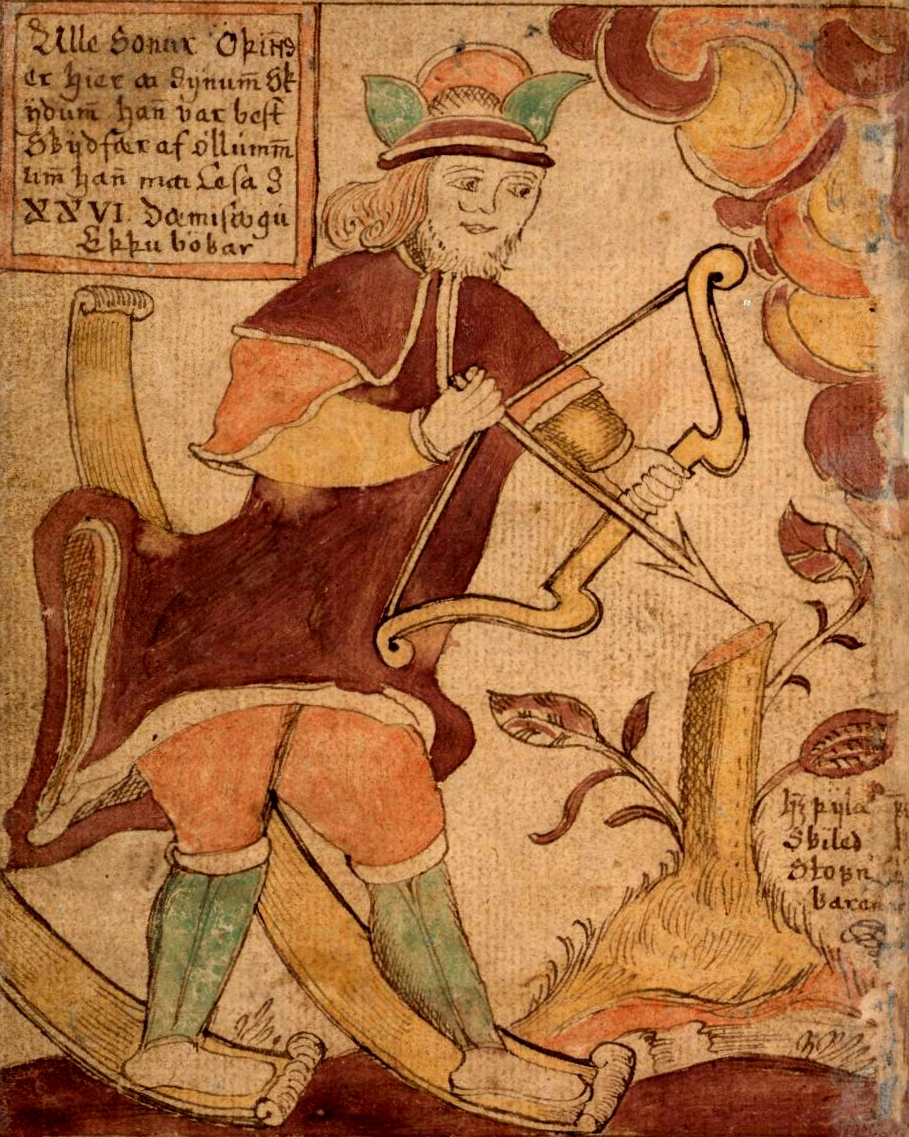
18世紀冰島手抄本中烏勒爾持弓的形象

烏勒爾，Ullr、Ull。原本是日耳曼語圈中一個重要的神，卻漸漸在時間的推進下而被人遺忘，成了默默無聞的神。他是北歐神話中的冬神、雪神、箭術及狩獵之神。名字的意思有「光榮」（或）之意。
神話中提到，他是希芙（Sif）的兒子，索爾（Thor）的繼子，他總是穿著雪靴，背著弓箭在山裡打獵，他是眾神中的射箭高手，他的住所是紫杉谷（Ydalir），因為紫杉木是製箭的好材料。北歐的雪靴形狀像盾，所以盾也稱作「烏勒爾的船」，另外他又有「盾神」的綽號。女巨人絲卡蒂（Skadi）的第一次婚姻，因為和尼奧爾德（Njord）彼此興趣不合而失敗。後來，絲卡蒂和尼奧爾德分手後改嫁烏勒爾，這次因為雙方的喜好相同而生活美滿。身為雪神的他在冬天來臨時，會取代奧丁的地位。

根據薩克索·格拉瑪提庫斯（Saxo Grammaticus)所著的《丹麥人的業績》（Gesta Danorum）中提到，烏勒爾別名歐雷爾斯（Ollerus），是名狡猾的巫師。當國王歐帝努斯（奧丁的別名）被放逐時，他曾代替歐帝努斯治理丹麥十年。當歐帝努斯歸國後，歐雷爾斯被驅逐並在瑞典被丹麥人所殺。